# Tomonobu Itagaki
Tomonobu Itagaki (板垣 伴信?, Itagaki Tomonobu; Tokyo, 1º aprile 1967) è un autore di videogiochi giapponese.
È stato il capo programmatore del Team Ninja, casa di sviluppo interna alla Tecmo, fino al giugno 2008. Nell'ambiente dell'industria videoludica, Itagaki è rinomato per l'aver dato vita alla serie di picchiaduro Dead or Alive e aver rilanciato la serie Ninja Gaiden.
È noto anche per l'eccessiva schiettezza nelle critiche, finendo spesso per scontrarsi con altri autori e serie concorrenti.

## Storia
Itagaki sostiene di aver iniziato a fare esperienza con il gioco da tavolo Mahjong, nel quale si rivelò molto abile già alle prime armi; in questa occasione avrebbe imparato a leggere nella mente delle persone, cosa che poi si rifletté nello sviluppo dei giochi. È sua opinione che ci siano molte occasioni di giocare nella vita, delle quali i videogiochi sono solo una piccola parte, pertanto si dovrebbero fare molte esperienze di gioco e basare su queste il game design.

### Tecmo
Itagaki cominciò a lavorare per la Tecmo nel 1992, come programmatore grafico. Inizialmente venne chiamato a occuparsi della versione Super Nintendo del videogioco Tecmo Super Bowl. Qualche anno dopo, con la fondazione del Team Ninja, cominciò a sviluppare Dead or Alive, capostipite di una nuova serie di picchiaduro che avrebbe di lì a poco contribuito a rivoluzionare il genere, anche grazie alle sue procaci protagoniste. Dead or Alive 2 e Dead or Alive 3 consacrarono il mito e una promettente partnership con Microsoft, con la quale Itagaki prese a dedicarsi a Ninja Gaiden, un gioco d'azione per Xbox ricordato tra i migliori della sua generazione.
Negli anni seguenti Itagaki continuò a perfezionare la serie di Dead or Alive, che giunse a Dead or Alive 4, da lui considerato il suo miglior titolo, oltre a essere arricchita da due spin-off, Dead or Alive Xtreme Beach Volleyball e il suo seguito.
Nel giugno del 2008, per cause non perfettamente chiarite, Itagaki decise di dimettersi dalla Tecmo, iniziando nel contempo una causa legale contro la stessa. L'abbandono avvenne pochi giorni dopo la pubblicazione di Ninja Gaiden 2 (che definì come il suo "canto del cigno"). Itagaki si disse fortemente dispiaciuto per i suoi fan, ed espresse rammarico per l'essere stato costretto a lasciare Tecmo dopo tanti anni di collaborazione. Itagaki ribadì anche la gravità delle circostanze che lo avrebbero costretto alla difficile decisione, pare per problemi di incompatibilità con il Presidente Yoshimi Yasuda.
Itagaki ha sempre dichiarato di sviluppare titoli esclusivamente per la console più potente sul mercato in quel momento. Infatti Dead or Alive 2 apparve per Dreamcast e successivamente per PlayStation 2 e i successivi titoli, come Dead or Alive 3 e Ninja Gaiden, furono un'esclusiva per Xbox. Per ragioni di mercato cambiò poi atteggiamento con Devil's Third per Wii U.

### Valhalla Game Studios
Nel 2010, Itagaki fondò un nuovo team, Valhalla Game Studios, con cui iniziò a sviluppare un nuovo titolo, ovvero Devil's Third. Il videogioco, prodotto e pubblicato da THQ e con data di uscita fissata al 2012 per Xbox 360 e PlayStation 3, subì vari rinvii, fino a che THQ lo abbandonò per i problemi economici che la portarono alla chiusura. Del videogioco non si seppe più nulla fino all'E3 2014, quando Nintendo annunciò Devil's Third come esclusiva di Wii U. Devil's Third fu pubblicato nel 2015 incontrando pessime recensioni della critica   e generando vendite insoddisfacenti per Nintendo .
Itagaki lasciò la posizione di direttore alla Valhalla nel 2017, riducendola a quella di primo consigliere. Senza aver realizzato altri titoli noti, l'azienda si è fusa completamente il 24 dicembre 2021 con la Soleil Corporation di Shiba.

## Videogiochi
- Dead or Alive (1996) - game director e produttore
- Dead or Alive 2 (1999) - game director e produttore
- Dead or Alive 3 (2002) - game director e produttore
- Dead or Alive Xtreme Beach Volleyball (2003) - game director e produttore
- Project Zero II: Crimson Butterfly (2003) - consulente
- Dead or Alive Ultimate (2004) - game director e produttore
- Ninja Gaiden (2004) - game director e produttore
- Dead or Alive 4 (2005) - game director e produttore
- Ninja Gaiden Black (2005) - game director e produttore
- Dead or Alive Xtreme 2 (2006) - game director e produttore
- Super Swing Golf (2006) - consulente
- Ninja Gaiden Sigma (2007) - produttore esecutivo
- Ninja Gaiden Dragon Sword (2008) - produttore esecutivo
- Ninja Gaiden 2 (2008) - game director e produttore
- Devil's Third (2015) - game director